# بلدة ويست ترافيرس (ميشيغان)
ويست ترافيرس (بالإنجليزية: West Traverse Township, Michigan)‏ هي بلدة تقع بولاية ميشيغان في الولايات المتحدة. تبلغ مساحتها 34.6 (كم²)، وترتفع عن سطح البحر 288 م، بلغ عدد سكانها 1448 نسمة في عام تعداد الولايات المتحدة 2000 حسب إحصاء مكتب تعداد الولايات المتحدة وتصل الكثافة السكانية فيها 41.9 نسمة/كم2.

## وصلات خارجية
- The US50 - Cities and Towns in Michigan State
- Michigan Cities and Towns, Facts, Map, Flag, Colleges, Government, and More